# Estatua de Horemheb y Amenia
La Estatua de Horemheb y Amenia es una estatua doble grande del faraón Horemheb y su esposa Amenia encontrada en Saqqara, Egipto. Conservada en el Museo Británico, durante muchos años la identidad de la pareja fue desconocida hasta que un equipo de arqueólogos holandeses y británicos descubrió un fragmento desaparecido de la estatua en la tumba de Horemheb en Saqqara.

## Descubrimiento
La estatua fue adquirida por el Museo Británico en 1839 de la colección Anastasi. La procedencia original era atribuida a Tebas o Saqqara. Sin embargo, la opinión erudita tendía a favorecer la opción de Saqqara, ya que Anastasi era más activo en la región menfita que en el área tebana, y un grupo de estatuas dobles similares (la más famosa la estatua de Maya y su mujer en Leiden) provienen de tumbas cercanas a ese sitio antiguo.

## Evidencia reciente
En 2009, se encontró evidencia concreta que demostraba más allá de toda duda razonable que la estatua era de Horemheb y su mujer Amenia, sacada de su tumba en Saqqara. En 1976, un equipo multinacional de excavadores de los Países Bajos y el Reino Unido encontraron una pieza faltante de una estatua en la cámara funeraria de Horemheb que parecía mostrar tres manos juntas. En 2009, se hizo un molde de yeso de la pieza y se mostró que encajaba perfectamente en la parte desaparecida de la estatua doble del Museo Británico.

## Descripción
El marido y la mujer están sentados de cuerpo entero en un trono con patas de león. Ambos visten pelucas y túnicas largas, de moda durante la Decimoctava Dinastía de Egipto. El hombre lleva mangas cortas holgadas y sandalias en los pies. La mujer va descalza y su túnica es más larga y ceñida. La estatua doble es muy inusual en que muestra a la esposa sujetando la mano de su marido con las dos suyas. La estatua originalmente estaba pintada en colores intensos, pero la mayor parte de esta policromía ha desaparecido. Aparte del daño menor, la estatua está en perfectas condiciones, trasmitiendo brillantemente la serena elegancia de la aristocracia egipcia del Imperio Nuevo. La estatua doble fue también una inspiración para el escultor inglés Henry Moore, que la utilizó como modelo para muchas de sus obras en bronce.